# マリー・アメリー・ド・ブルボン
マリー・アメリー・テレーズ・ド・ブルボン＝シシレ（Marie-Amélie de Bourbon-Siciles, 1782年4月26日 - 1866年3月24日）は、フランス王ルイ・フィリップの王妃。イタリア語名はマリーア・アマーリア・ディ・ボルボーネ＝ドゥエ・シチリエ（Maria Amalia di Borbone-Due Sicilie）。
初代両シチリア王フェルディナント1世の娘。スペイン王カルロス3世、神聖ローマ皇帝フランツ1世とマリア・テレジアの孫。ベルギー王妃ルイーズ＝マリーの母、ベルギー王レオポルド2世とメキシコ皇后シャルロットの兄妹、ヴュルテンベルク王嗣フィリップ、ブルガリア王フェルディナント、スペイン王妃メルセデスの祖母。マリー・アントワネットは母方の叔母に当たる。

## 経歴
のちの両シチリア王フェルディナント1世（当時はナポリ王フェルディナンド4世およびシチリア王フェルディナンド3世）と王妃マリア・カロリーナの娘としてカンパニアのカゼルタで生まれた。
マリー・アメリーは家族から「ラ・サンタ」（La Santa）と呼ばれ、信仰篤く尊敬される人間となるよう教育された。1798年にナポリで反乱が起こり、王家はパレルモへ逃れた。さらに1800年から1802年の間、マリーは母とオーストリア宮廷で過ごした。1806年に再び王家はシチリアの君主に返り咲き、一家はパレルモへ戻った。亡命していたフランスのオルレアン公ルイ・フィリップと出会ったのはその時で、2人は1809年11月にパレルモで結婚した。
1814年にオルレアン公夫妻はフランスへ帰り、パレ・ロワイヤルに落ち着いたが、ナポレオン・ボナパルトの百日天下で再び亡命を余儀なくされた。マリー・アメリーは4人の子供たちとイギリスへ逃れ、ロンドンのオルレアン・ハウスで2年間過ごした。1817年にフランスへ戻り、1828年までヌイイで暮らしたが、この時期が彼女の人生で最も幸福なものだったと言える。マリー・アメリーは自由思想の持ち主である夫と違って極端な絶対王政主義者で、伝統が夫に曲げられてしまうのではと疑っていた。彼女は政治に介入しなかったわけではなかったが、おおむね子供たちの教育と世話に夢中になっていた。1830年の七月革命の結果、オルレアン公が王位に就き、マリー・アメリーはフランス王妃となった。
1848年の二月革命により、王家は再びイギリスへ亡命した。マリー・アメリーはサリーのクレアモントに居をかまえ、慈善活動と敬虔な行いで残りの人生を過ごした。

## 子供
- フェルディナン・フィリップ（1810年 - 1842年）　オルレアン公。メクレンブルク＝シュヴェリーン公女ヘレーネと結婚。
- ルイーズ（1812年 - 1850年）　ベルギー国王レオポルド1世妃
- マリー（1813年 - 1839年）　ヴュルテンベルク公アレクサンダー妃
- ルイ（1814年 - 1896年）　ヌムール公。ザクセン＝コーブルク＝コハーリ公女ヴィクトリア（ポルトガル王配フェルナンド2世の妹）と結婚。
- フランソワーズ（1816年 - 1818年）
- クレマンティーヌ（1817年 - 1907年）　コハーリ公アウグスト（フェルナンド2世の弟、ヴィクトリア公女の兄）妃
- フランソワ（1818年 - 1900年）　ジョアンヴィル公。ブラジル皇帝ペドロ1世の娘フランシスカと結婚。
- シャルル（1820年 - 1828年）　パンティエーヴル公。
- アンリ（1822年 - 1897年）　オマール公。サレルノ公レオポルドの娘マリーア・カロリーナと結婚。
- アントワーヌ（1824年 - 1890年）　モンパンシエ公。スペイン王フェルナンド7世の娘ルイサ・フェルナンダと結婚。

| マリー・アメリー・ド・ブルボン ブルボン＝シシレ家 1782年4月26日 - 1866年3月24日                             |                                           |                                                                                               |
| フランスの君主                                                                                              |                                           |                                                                                               |
| 空位ナポレオン戦争の敗戦による第一帝政の崩壊最後の在位者マリー・ルイーズ・ドートリッシュ フランス皇后として | フランス王妃 1830年8月9日 – 1848年2月24日 | 空位1848年革命による七月王政の崩壊次代の在位者ウジェニー・ド・モンティジョ フランス皇后として |